# Tellina rubicincta
Tellina rubicincta is een tweekleppigensoort uit de familie van de Tellinidae. De wetenschappelijke naam van de soort is voor het eerst geldig gepubliceerd in 1845 door Gould.